# بولين رايت
بولين رايت (بالإنجليزية: Pauline Wright)‏ هي مجدفة بريطانية، ولدت في 2 ديسمبر 1954.

## وصلات خارجية
- بولين رايت على موقع الاتحاد الدولي للتجديف (الإنجليزية)
- بولين رايت على موقع اللجنة الأولمبية الدولية (الإنجليزية)
- بولين رايت على موقع أوليمبيديا (الإنجليزية)
- بولين رايت على موقع اللجنة الأولمبية البريطانية (الإنجليزية)